# Ditassa pohliana
Ditassa pohliana är en oleanderväxtart som beskrevs av Fourn.. Ditassa pohliana ingår i släktet Ditassa och familjen oleanderväxter. Inga underarter finns listade i Catalogue of Life.